# جوائز الفيفا للأفضل كرويا 2017
جوائز الفيفا للأفضل كروياً 2017 هو الحفل الثاني لجائزة الأفضل (The Best) الذي ابتدعتها الفيفا، سيُقام في مدينة لندن البريطانية يوم 23 أكتوبر 2017.

## الفائزين والمرشحين

### جائزة الفيفا لأفضل لاعب
اختار فريق من الخبراء في كرة القدم بتجميع قائمة مختصرة من 24 لاعبا من الرجال لجائزة أفضل لاعب للرجال. وأعلن عن المرشحين ال 24 في 17 أغسطس. تم الإعلان عن المرشحين الثلاثة في 22 سبتمبر 2017.

معايير الاختيار اللاعبين الرجال لهذه السنة هي: الأداء الرياضي، فضلا عن السلوك العام داخل وخارج الملعب من 20 نوفمبر 2016 إلى 2 يوليو 2017.
| #                  | اللاعب                 | النادي                       | المنتخب الوطني     | النسبة             |
| المرشحين النهائيين | المرشحين النهائيين     | المرشحين النهائيين           | المرشحين النهائيين | المرشحين النهائيين |
| ------------------ | ---------------------- | ---------------------------- | ------------------ | ------------------ |
| 1                  | كريستيانو رونالدو      | ريال مدريد                   | البرتغال           | 43.16%             |
| 2                  | ليونيل ميسي            | برشلونة                      | الأرجنتين          | 19.25%             |
| 3                  | نيمار                  | - برشلونة - باريس سان جيرمان | البرازيل           | 6.97%              |
| المرشحين الآخرين   |                        |                              |                    |                    |
| 4                  | جانلويجي بوفون         | يوفنتوس                      | إيطاليا            | 6.82%              |
| 5                  | سيرخيو راموس           | ريال مدريد                   | إسبانيا            | 3.34%              |
| 6                  | لوكا مودريتش           | ريال مدريد                   | كرواتيا            | 3.33%              |
| 7                  | توني كروس              | ريال مدريد                   | ألمانيا            | 2.70%              |
| 8                  | مارسيلو                | ريال مدريد                   | البرازيل           | 2.09%              |
| 9                  | نغولو كانتي            | تشيلسي                       | فرنسا              | 1.35%              |
| 10                 | لويس سواريز            | برشلونة                      | الأوروغواي         | 1.19%              |
| 11                 | بيير إيميريك أوباميانغ | بوروسيا دورتموند             | الغابون            | 1.10%              |
| 12                 | باولو ديبالا           | يوفنتوس                      | الأرجنتين          | 1.07%              |
| 13                 | إدين هازارد            | تشيلسي                       | بلجيكا             | 1.03%              |
| 14                 | زلاتان إبراهيموفيتش    | مانشستر يونايتد              | السويد             | 0.82%              |
| 15                 | أندريس إنييستا         | برشلونة                      | إسبانيا            | 0.82%              |
| 16                 | روبرت ليفاندوفسكي      | بايرن ميونخ                  | بولندا             | 0.77%              |
| 17                 | أنطوان غريزمان         | أتلتيكو مدريد                | فرنسا              | 0.67%              |
| 18                 | داني كارفاخال          | ريال مدريد                   | إسبانيا            | 0.62%              |
| 19                 | مانويل نوير            | بايرن ميونخ                  | ألمانيا            | 0.58%              |
| 20                 | كيلور نافاس            | ريال مدريد                   | كوستاريكا          | 0.56%              |
| 21                 | أرتورو فيدال           | بايرن ميونخ                  | تشيلي              | 0.51%              |
| 22                 | ليوناردو بونوتشي       | - يوفنتوس - ميلان            | إيطاليا            | 0.47%              |
| 23                 | أليكسيس سانشيز         | أرسنال                       | تشيلي              | 0.45%              |
| 24                 | هاري كين               | توتنهام هوتسبير              | إنجلترا            | 0.33%              |

### جائزة الفيفا لأفضل حارس
اختار فريق من الخبراء في كرة القدم بتجميع قائمة مختصرة من ثلاثة حراس مرمى لاختيار أفضل حارس مرمى.
معايير الاختيار لأفضل حارس كرة القدم للرجال في لهذا العام هي: بغض النظر عن البطولة أو الجنسية، لإنجازاته خلال الفترة من 20 نوفمبر 2016 إلى 2 يوليو 2017.
| #                  | الحارس                | النادي              | المنتخب الوطني     | النسبة             |
| المرشحين النهائيين | المرشحين النهائيين    | المرشحين النهائيين  | المرشحين النهائيين | المرشحين النهائيين |
| ------------------ | --------------------- | ------------------- | ------------------ | ------------------ |
| 1                  | جانلويجي بوفون        | يوفنتوس             | إيطاليا            | 42.42%             |
| 2                  | مانويل نوير           | بايرن ميونخ         | ألمانيا            | 32.32%             |
| 3                  | كيلور نافاس           | ريال مدريد          | كوستاريكا          | 10.10%             |
| المرشحين الآخرين   |                       |                     |                    |                    |
| 4                  | تيبو كورتوا           | تشيلسي              | بلجيكا             | 9.09%              |
| 5                  | هوغو لوريس            | توتنهام هوتسبير     | فرنسا              | 3.03%              |
| 6                  | يان أوبلاك            | أتلتيكو مدريد       | سلوفينيا           | 2.02%              |
| 7                  | مارك أندريه تير شتيغن | برشلونة             | ألمانيا            | 1.01%              |
| 8                  | أليسون                | روما                | البرازيل           | 0.01%              |
| 9                  | علي رضا بيرانوند      | برسبوليس            | إيران              | 0.0%               |
| 9                  | ألفونسو بلانكو        | باتشوكا             | المكسيك            | 0.0%               |
| 9                  | كلاوديو برافو         | مانشستر سيتي        | تشيلي              | 0.0%               |
| 9                  | جانلويجي دوناروما     | ميلان               | إيطاليا            | 0.0%               |
| 9                  | إيدرسون               | بنفيكا مانشستر سيتي | البرازيل           | 0.0%               |
| 9                  | فابريس أوندوا         | إشبيلية أتلتيكو     | الكاميرون          | 0.0%               |
| 9                  | دانييل سوباشيتش       | موناكو              | كرواتيا            | 0.0%               |

### جائزة الفيفا لأفضل مدرب (رجال)
اختار فريق من الخبراء في كرة القدم للرجال قائمة مختصرة من اثني عشر مدرب كرة قدم للرجال لأفضل مدرب للرجال. وأعلن عن المرشحين الإثني عشر في 17 أغسطس. تم الإعلان عن المرشحين الثلاثة في 22 سبتمبر 2017.
معايير الاختيار لمدربي كرة القدم للرجال لهذا العام هي: الأداء والسلوك العام لفرقهم داخل وخارج الملعب من 20 نوفمبر 2016 إلى 6 أغسطس 2017.
| #                  | المدرب             | الفريق             | النسبة             |
| المرشحين النهائيين | المرشحين النهائيين | المرشحين النهائيين | المرشحين النهائيين |
| ------------------ | ------------------ | ------------------ | ------------------ |
| 1                  | زين الدين زيدان    | ريال مدريد         | 46.22%             |
| 2                  | أنطونيو كونتي      | تشيلسي             | 11.62%             |
| 3                  | ماسيميليانو أليغري | يوفنتوس            | 8.78%              |
| المرشحين الآخرين   |                    |                    |                    |
| 4                  | يواخيم لوف         | ألمانيا            | 7.40%              |
| 5                  | جوزيه مورينيو      | مانشستر يونايتد    | 5.28%              |
| 6                  | ليوناردو جارديم    | موناكو             | 4.84%              |
| 7                  | كارلو أنشيلوتي     | بايرن ميونخ        | 3.62%              |
| 8                  | بيب غوارديولا      | مانشستر سيتي       | 2.88%              |
| 9                  | تيتي               | البرازيل           | 2.87%              |
| 10                 | دييغو سيميوني      | أتلتيكو مدريد      | 2.77%              |
| 11                 | لويس إنريكي        | برشلونة            | 2.00%              |
| 12                 | ماوريسيو بوتشيتينو | توتنهام هوتسبير    | 1.72%              |

### جائزة الفيفا لأفضل لاعبة
اختارت مجموعة من الخبراء في كرة القدم النسائية التي تمثل كل الاتحادات الستة قائمة مختصرة من عشر لاعبات كرة قدم للسيدات لأفضل لاعبة للسيدات. وأعلن عن المرشحين العشرة في 17 أغسطس. تم الإعلان عن المرشحين الثلاثة في 22 سبتمبر 2017.
معايير الاختيار لمدربي كرة القدم النسائية لهذا العام هي: الأداء والسلوك العام لفرقهم داخل وخارج الملعب من 20 نوفمبر 2016 إلى 6 أغسطس 2017.
| #                  | اللاعبة            | النادي                      | المنتخب الوطني     | النسبة             |
| المرشحين النهائيين | المرشحين النهائيين | المرشحين النهائيين          | المرشحين النهائيين | المرشحين النهائيين |
| ------------------ | ------------------ | --------------------------- | ------------------ | ------------------ |
| 1                  | ليكي مارتينس       | - روزينغارد - برشلونة       | هولندا             | 21.72%             |
| 2                  | كارلي لويد         | - هيوستن داش - مانشستر سيتي | الولايات المتحدة   | 16.28%             |
| 3                  | دينا كاستيانوس     | سانتا كلاريتا بلو هيت       | فنزويلا            | 11.69%             |
| المرشحين الآخرين   |                    |                             |                    |                    |
| 4                  | دزينيفر ماروزسان   | ليون                        | ألمانيا            | 11.47%             |
| 5                  | بيرنيل هاردا       | - لينكوبينج - فولفسبورغ     | الدنمارك           | 11.06%             |
| 6                  | فيفيان ميديما      | - بايرن ميونخ - أرسنال      | هولندا             | 6.28%              |
| 7                  | ويندي ريناد        | ليون                        | فرنسا              | 5.79%              |
| 8                  | جودي تايلور        | أرسنال                      | إنجلترا            | 5.79%              |
| 9                  | لوسي برونز         | مانشستر سيتي                | إنجلترا            | 5.04%              |
| 10                 | سامانثا كر         | - برث غلوري - سكاي بلو      | أستراليا           | 4.88%              |

### جائزة الفيفا لأفضل مدرب (نساء)
اختارت مجموعة من الخبراء في كرة القدم النسائية التي تمثل كل الاتحادات الستة قائمة مختصرة من عشر مدربات/مدربين كرة قدم للسيدات لأفضل مدرب/مدربة للسيدات. وأعلن عن المرشحين العشرة في 17 أغسطس. تم الإعلان عن المرشحين الثلاثة في 22 سبتمبر 2017.
معايير الاختيار لمدربي كرة القدم النسائية لهذا العام هي: الأداء والسلوك العام لفرقهم داخل وخارج الملعب من 20 نوفمبر 2016 إلى 6 أغسطس 2017.
| #                  | المدرب/ـه          | الفريق                                   | النسبة             |
| المرشحين النهائيين | المرشحين النهائيين | المرشحين النهائيين                       | المرشحين النهائيين |
| ------------------ | ------------------ | ---------------------------------------- | ------------------ |
| 1                  | سارينا ويجمان      | هولندا                                   | 36.24%             |
| 2                  | نيلز نيلسن         | الدنمارك                                 | 12.64%             |
| 3                  | جيرار بريشور       | ليون                                     | 9.37%              |
| المرشحين الآخرين   |                    |                                          |                    |
| 4                  | إيما هايز          | تشيلسي                                   | 8.63%              |
| 5                  | رالف كيلرمان       | فولفسبورغ                                | 6.94%              |
| 6                  | فلورنس اومجبيمي    | نيجيريا                                  | 6.77%              |
| 7                  | أوليفييه إكوافني   | فرنسا                                    | 5.21%              |
| 8                  | ديمونيك ثالهامر    | النمسا                                   | 5.20%              |
| 9                  | تشافي لورينز       | برشلونة                                  | 4.74%              |
| 10                 | هوانج يونج بونج    | - كوريا الشمالية - كوريا الشمالية تحت 20 | 4.26%              |

### جائزة الفيفا للعب النظيف
يتم منح الجائزة للاعب أو مدرب أو فريق أو مسؤول مباراة أو مشجع أو جماهير تقديرا للعب النظيف سواء على أرض الملعب أو فيما يتعلق بمباراة رسمية لكرة القدم منذ نوفمبر 2016 إلى أغسطس 2017.
| الفائز       | السبب                                                  |
| ------------ | ------------------------------------------------------ |
| فرانسيس كوني | انقاذ حياة خصمه من خلال إسعافه على الملعب بعد التصدام. |

### جائزة بوشكاش
تم الإعلان عن القائمة المختصرة في 22 سبتمبر 2017. تم الإعلان عن المرشحين الثلاثة في 9 أكتوبر 2017.
| #                  | اللاعب             | المباراة                    | المسابقة                           | التاريخ            | النسبة             |
| المرشحين النهائيين | المرشحين النهائيين | المرشحين النهائيين          | المرشحين النهائيين                 | المرشحين النهائيين | المرشحين النهائيين |
| ------------------ | ------------------ | --------------------------- | ---------------------------------- | ------------------ | ------------------ |
| 1                  | أوليفيه جيرو       | أرسنال – كريستال بالاس      | الدوري الإنجليزي الممتاز 2016–17   | 1 يناير 2017       | 36.17%             |
| 2                  | أوسكارين ماسولوك   | باروكا – أورلاندو بيراتس    | دوري جنوب أفريقيا الممتاز 2016–17  | 30 نوفمبر 2016     | 20.47%             |
| 3                  | دينا كاستيانوس     | فنزويلا – الكاميرون         | كأس العالم للسيدات تحت 17 سنة 2016 | 24 أكتوبر 2016     | 27.48%             |
| المرشحين الآخرين   |                    |                             |                                    |                    |                    |
|                    | كيفن برينس بواتينغ | فياريال – لاس بالماس        | الدوري الإسباني 2016–17            | 23 أكتوبر 2016     | 36.17%             |
|                    | أليخاندرو كامارغو  | جامعة كونسيبسيون – أوهيجينس | الدوري التشيلي 2016                | 4 ديسمبر 2016      |                    |
|                    | موسى ديمبلي        | سانت جونستون – سلتيك        | الدوري الاسكتلندي 2016–17          | 5 فبراير 2017      |                    |
|                    | أفيلس هورتادو      | أطلس – تيخوانا              | الدوري المكسيكي الممتاز 2016–17    | 1 مارس 2017        |                    |
|                    | ماريو ماندجوكيتش   | يوفنتوس – ريال مدريد        | دوري أبطال أوروبا 2016–17          | 3 يونيو 2017       |                    |
|                    | نيمانيا ماتيتش     | تشيلسي – توتنهام هوتسبير    | كأس الاتحاد الإنجليزي 2016–17      | 23 أبريل 2017      |                    |
|                    | جوردي مبولة        | برشلونة – بوروسيا دورتموند  | دوري أبطال أوروبا للشباب 2016–17   | 22 فبراير 2017     |                    |

### جائزة الفيفا لأفضل جمهور
تم اختيار المرشحين من نوفمبر 2016 إلى أغسطس 2017، بغض النظر عن البطولة والجنس أو الجنسية.
وأعلن عن المرشحين الثلاثة في 22 سبتمبر 2017.
| # | الجمهور                | المباراة                   | المسابقة                  | التاريخ          |        |
| - | ---------------------- | -------------------------- | ------------------------- | ---------------- | ------ |
| 1 | مشجعي سيلتك            | سيلتك – هارت أوف ميدلوثيان | الدوري الإسكتلندي 2016–17 | 21 مايو 2017     | 55.92% |
| 2 | مشجعي بوروسيا دورتموند | بوروسيا دورتموند – موناكو  | دوري أبطال أوروبا 2016–17 | 11–12 أبريل 2017 | 36.20% |
| 3 | مشجعي كوبنهاغن         | كوبنهاغن – بروندبي         | كأس الدنمارك 2016–17      | 25 مايو 2017     | 7.88%  |

### فريق العام
تم اختيار هذه التشكيلة كأفضل تشكيلة في العام.
| اللاعب            | النادي                       |
| الحارس            | الحارس                       |
| ----------------- | ---------------------------- |
| جانلويجي بوفون    | يوفنتوس                      |
| الدفاع            |                              |
| داني ألفيس        | - يوفنتوس - باريس سان جيرمان |
| ليوناردو بونوتشي  | - يوفنتوس - ميلان            |
| سيرخيو راموس      | ريال مدريد                   |
| مارسيلو           | ريال مدريد                   |
| الوسط             |                              |
| لوكا مودريتش      | ريال مدريد                   |
| توني كروس         | ريال مدريد                   |
| أندريس إنييستا    | برشلونة                      |
| الهجوم            |                              |
| ليونيل ميسي       | برشلونة                      |
| كريستيانو رونالدو | ريال مدريد                   |
| نيمار             | - برشلونة - باريس سان جيرمان |

المرشحين الآخرين
- كان هناك 55 مرشحا تشكيلة الفيفا لعام 2017.[10]

## روابط إضافية
- الموقع الرسمي في الفيسبوك